# 刺壳花椒
刺壳花椒（学名：Zanthoxylum echinocarpum）为芸香科花椒属下的一个种。

## 扩展阅读
維基物種上的相關：刺壳花椒